# Próximas elecciones presidenciales de Libia
Las elecciones presidenciales de Libia originalmente estaban previstas a celebrarse el 10 de diciembre de 2018.Pero se retrasaron debido a la campaña de Libia occidental de Jalifa Haftar, A partir de entonces se programó para celebrarse con la primera vuelta el 24 de diciembre de 2021 y la segunda vuelta el 24 de enero de 2022,  después de haber sido planeado anteriormente para el 10 de diciembre de 2018. El 21 de diciembre, el jefe de la Alta Comisión Electoral Nacional (ACEN) ordenó la disolución de los comités electorales en todo el país. Al día siguiente, la ACEN propuso que la primera ronda de las elecciones presidenciales se pospusiera un mes hasta el 24 de enero de 2022 e insistió en que la Cámara de Representantes es responsable de fijar la nueva fecha.
El aplazamiento fue el resultado de disputas sobre las reglas fundamentales que rigen las elecciones, incluido el calendario de votaciones, la elegibilidad de los principales candidatos y los eventuales poderes del próximo presidente y parlamento. Días antes de la fecha prevista para la primera vuelta, la elección ya estaba en el aire, sin una lista oficial de candidatos presentada al público y sin una campaña formal en marcha. El 22 de diciembre, el parlamento de Libia confirmó el aplazamiento. El presidente de la mesa electoral expresó: ”Luego de consultar los informes técnicos, judiciales y de seguridad, les informamos la imposibilidad de realizar las elecciones en la fecha del 24 de diciembre de 2021, prevista por la ley electoral”, sin dar una nueva fecha.

## Trasfondo

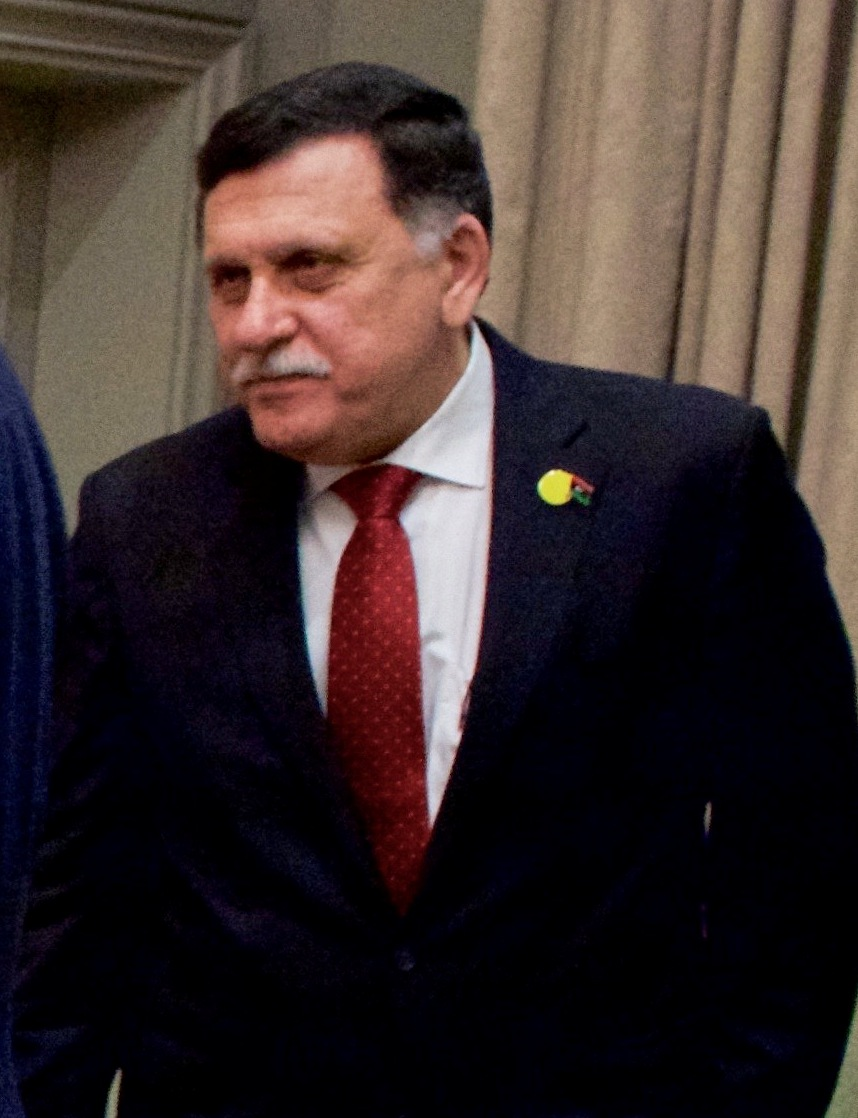
El primer ministro libio, Fayez al-Sarraj.

### 2017
En una ofensiva sorpresa el 3 de marzo de 2017, las Brigadas de Defensa de Benghazi, dominadas por islamistas, se apoderaron de una serie de puertos petroleros del Ejército Nacional de Libia respaldado por la Cámara de Representantes. El 7 de marzo de 2017, los puertos fueron entregados al Gobierno de Acuerdo Nacional, lo que llevó a la Cámara de Representantes a abandonar el acuerdo de paz negociado por la ONU que había acordado previamente con ese gobierno, denunciando la captura de los puertos por parte del BDB como "ataques terroristas". Luego, la Cámara pidió a la comisión electoral de Libia que hiciera "todos los arreglos necesarios para prepararse para las elecciones presidenciales y parlamentarias antes de febrero de 2018".

### 2018
En mayo de 2018, se llevaron a cabo conversaciones en París, Francia, donde los líderes del Gobierno de Acuerdo Nacional y representantes del Ejército Nacional Libio de Haftar acordaron establecer un marco legal antes del 16 de septiembre para celebrar elecciones parlamentarias y presidenciales el 10 de diciembre. Las cuatro personas que acordaron negociar fueron: Fayez al-Sarraj (jefe del Gobierno del Acuerdo Nacional), Khalifa Haftar (jefe del Ejército Nacional Libio), Aguila Saleh Issa (jefe de la Cámara de Representantes), y Khalid al-Mishri (jefe del Consejo de Estado Superior). Esto fue respaldado por el informe final del Centro para el Diálogo Humanitario para la fase preparatoria de la Conferencia Nacional de Libia, que afirmó que los libios que participan en el proceso consultivo "expresaron fatiga y frustración con la situación política actual y pidieron una elección u otro cambio importante para marcar el comienzo de un nuevo sistema".
En julio, el Ministro de Asuntos Exteriores francés Jean-Yves Le Drian visitó Libia para hablar con el Primer Ministro del GNA Fayez al-Sarraj para asegurarse de que las elecciones se llevaran a cabo y anunciar que Francia donó 1 millón de dólares estadounidenses para las elecciones. El primer ministro italiano Giuseppe Conte declaró a principios de agosto de 2018 que dudaba de que se celebraran elecciones a finales de año, a pesar del impulso de Francia, y el embajador de Italia en Libia, Giuseppe Perrone, se hizo eco de esta opinión. La embajada italiana en Trípoli negó más tarde que Perrone estuviera tratando de retrasar las elecciones después de que sus declaraciones fueran criticadas por la Cámara de Representantes de Libia. Ghassan Salamé, el representante de las Naciones Unidas en Libia, declaró que una elección en diciembre de 2018 sería poco probable debido a los combates en curso.
En noviembre de 2018, importantes figuras políticas libias asistieron a la Conferencia de Palermo de dos días en un intento por resolver el conflicto libio, pero sin avances.

### 2019
Uno de los principales objetivos de la Conferencia Nacional de Libia, que inicialmente estaba programada para el 14-16 de abril de 2019, pero pospuesta por el inicio de la operación militar de Haftar para tomar el control de Trípoli del GNA, recomendaría métodos y fechas de las elecciones de 2019 a la Cámara de Representantes y el Consejo de Estado Superior de Libia.
Según la resolución 8/2013 del Congreso General de la Nación (CGN), el órgano responsable de los aspectos prácticos de la organización de las elecciones es la Comisión Superior de Elecciones Nacionales (CSEN). Se espera que la CSEN siga los procedimientos descritos en la resolución 17/2013 de la CGN. En 2019, la junta de la CSEN estaba formada por Emad Alshadly al-Sayah, Rabab Mohammed Halab, Abdelhakim Alshaab Belkhair y Abubakr Ali Marda..
Las elecciones locales libias de 2019 tuvieron lugar en 20 localidades, antes de las elecciones parlamentarias y presidenciales, en marzo y abril de 2019, con más elecciones planificadas en otras ciudades durante 2019. Las elecciones locales son coordinadas por la Comisión Central de Elecciones del Concejo Municipal en estrecha cooperación con la CSEN.
En 2019, el presidente de la Cámara de Libia Aguila Saleh anunció que podrían celebrarse elecciones en 2020.

### 2020
El 16 de septiembre de 2020, Fayez al-Sarraj declaró que dejaría su cargo a fines de octubre de 2020. Esto tuvo lugar después del primer mes del inicio de las protestas libias de 2020 en Trípoli, Benghazi y otras ciudades de Libia.

### 2021
El 23 de septiembre de 2021, Haftar retiró temporalmente su puesto del mando del ENL para una posible candidatura a las elecciones. Según la ley libia, los funcionarios deben suspender su trabajo actual tres meses antes de participar en las elecciones.

## Sistema electoral
El presidente de Libia es elegido a través del sistema de dos vueltas por un período de cinco años.

## Candidatos presidenciales
La inscripción para los candidatos presidenciales se abrió el 7 de noviembre y duró hasta el 22 de noviembre. Saif al-Islam Gaddafi, hijo del exlíder libio Muammar Gaddafi, registró su candidatura el 14 de noviembre de 2021. Khalifa Haftar, comandante del Ejército Nacional Libio, registró su candidatura el 16 de noviembre. Aref Nayed, presidente del Partido Ihya de Libia, presentó su candidatura el 17 de noviembre de 2021. El primer ministro Abdul Hamid Dbeibeh registró su candidatura el 21 de noviembre. En total, 96 hombres y dos mujeres se inscribieron como candidatos.
La CSEN publicó una lista preliminar de 73 candidatos presidenciales el 24 de noviembre. Veinticinco candidatos fueron descalificados de la elección, incluidos Saif al-Islam Gaddafi, Nouri Abusahmain, Bashir Saleh Bashir y Ali Zeidan. Gaddafi, Abusahmain y Saleh fueron inhabilitados en virtud del artículo 10/7 de la ley electoral por haber sido condenados por un delito. Gaddafi también fue descalificado en virtud del artículo 17/5 por no proporcionar un certificado que mostrara antecedentes penales limpios. Zeidan fue descalificado según el artículo 10/2 por tener más de una nacionalidad y según el artículo 11 por no tener 5000 seguidores. De acuerdo con la ley electoral, los recursos contra las inhabilitaciones deben ser decididos por el poder judicial.
El 28 de noviembre, el Tribunal de Apelaciones de Trípoli rechazó la candidatura del actual primer ministro Abdul Hamid Dbeibeh tras aceptar dos apelaciones contra su candidatura. La primera apelación fue presentada por los candidatos presidenciales Aref Ali Nayed, Othman Abdeljalil, Mohammed Al-Muntasser y los miembros del Foro de Diálogo Político Libio Ahmed Al-Sharkasi y Al-Saida Al-Yakoubi, mientras que la segunda apelación fue presentado por el candidato presidencial Fathi Bashagha.
El 30 de noviembre, el mariscal de campo libio Khalifa Haftar fue descalificado de las elecciones presidenciales después de que el Tribunal de Primera Instancia de Zawiya aceptara una apelación contra su candidatura.
El 1 de diciembre, cuatro candidatos descalificados por la CSEN, Abdul Hamid Dbeibeh, Nouri Abusahmain, Salama Al-Ghweil y Fathi Benshatwan, fueron incluidos nuevamente en la boleta electoral por el Tribunal de Apelación de Trípoli.
El 2 de diciembre, Saif al-Islam Gaddafi fue incluido nuevamente en la boleta electoral después de que el Tribunal de Apelaciones de Sabha aceptara su apelación contra su descalificación de la lista de candidatos presidenciales.
El 6 de diciembre, Khalifa Haftar volvió a las elecciones presidenciales después de que el Tribunal de Apelación de Trípoli rechazara un fallo del 30 de noviembre del tribunal inferior de Zawiya.

### Declarados
| Retrato | Candidato                | Partido | Partido                                    | Fecha de Registo de la Candidatura | Notas                                                                                          |
| ------- | ------------------------ | ------- | ------------------------------------------ | ---------------------------------- | ---------------------------------------------------------------------------------------------- |
|         | Nouri Abusahmain         |         | Ya Bilad                                   |                                    | Expresidente del Congreso Nacional General                                                     |
|         | Salama Al-Ghweil         |         | Independiente                              |                                    | Ministro de Estado de Asuntos Económicos                                                       |
|         | Mohamed Ahmed Al Sharif  |         | Independiente                              | 17 de noviembre de 2021            | Exjefe de la Sociedad Islámica de Libia                                                        |
|         | Mayouf Amarif            |         | Independiente                              |                                    | Profesor en la Universidad de Sabha                                                            |
|         | Ibrahim Dabbashi         |         | Independiente                              |                                    | Exrepresentante permanente de Libia ante las Naciones Unidas                                   |
|         | Saif al-Islam Gaddafi    |         | Frente Popular para la Liberación de Libia | 14 de noviembre de 2021            | Segundo hijo del exlíder libio Muamar Gadafi                                                   |
|         | Aref Ali Nayed           |         | Libia Ihya                                 | 17 de noviembre de 2021            | Ex embajador de Libia en los Emiratos Árabes Unidos                                            |
|         | Hunayda al-Mahdi         |         | Independiente                              |                                    | Investigador en ciencias sociales                                                              |
|         | Fathi Bashagha           |         | Independiente                              | 18 de noviembre de 2021            | Exministro del Interior del Gobierno de Acuerdo Nacional                                       |
|         | Fathi Benshatwan         |         | Independiente                              | 16 de noviembre de 2021            | Exministro de energía (2004-2006)                                                              |
|         | Abdul Hamid Dbeibeh      |         | Futuro Libio                               | 21 de noviembre de 2021            | Primer ministro interino de libia                                                              |
|         | Khalifa Haftar           |         | Independiente                              | 16 de noviembre de 2021            | Comandante del Ejército Nacional Libio                                                         |
|         | Leila bin Khalifa        |         | Partido del Movimiento Nacional            | 22 de noviembre de 2021            | Activista                                                                                      |
|         | Ahmed Maiteeq            |         | Independiente                              | 18 de noviembre de 2021            | Ex Vice primer ministro del Gobierno de Acuerdo Nacional, ex Vicejefe del Consejo Presidencial |
|         | Abdullah Ahmed Naker     |         | Partido de la Cumbre                       | 16 de noviembre de 2021            | Exjefe del Consejo Revolucionario de Trípoli                                                   |
|         | Abdelmajeed Saif Al-Nasr |         | Independiente                              |                                    | Ex embajador libio en Marruecos                                                                |
|         | Aguila Saleh Issa        |         | Independiente                              | 17 de noviembre de 2021            | Vocero de la Cámara de Representantes de Libia                                                 |
|         | Khalid Shakshak          |         | Independiente                              |                                    | Jefe de la Oficina de Auditoría                                                                |

## Aplazamiento
El aplazamiento fue el resultado de disputas sobre las reglas fundamentales que rigen las elecciones, incluido el calendario de votaciones, la elegibilidad de los principales candidatos y los eventuales poderes del próximo presidente y parlamento. Días antes de la fecha prevista para la primera vuelta, la elección ya estaba en el aire, sin una lista oficial de candidatos presentada al público y sin una campaña formal en marcha. El 22 de diciembre, el parlamento de Libia confirmó el aplazamiento. El presidente de la mesa electoral expresó: ”Luego de consultar los informes técnicos, judiciales y de seguridad, les informamos la imposibilidad de realizar las elecciones en la fecha del 24 de diciembre de 2021, prevista por la ley electoral”, sin dar una nueva fecha. El Reino Unido, Francia, Alemania, Italia y Estados Unidos instaron a Libia a fijar rápidamente una nueva fecha para las elecciones presidenciales retrasadas. La ACEN insistió en que la Cámara de Representantes es responsable de fijar la nueva fecha. El Presidente de la Cámara de Representantes Aguila Saleh dijo que el comité electoral responsable de supervisar las elecciones debe establecer una fecha "definitiva" para las elecciones presidenciales y legislativas pospuestas para fines de enero. La asesora especial de la ONU sobre Libia, Stephanie Williams, quien ha estado buscando una nueva fecha para las elecciones, dijo a Associated Press que todavía es "muy razonable y posible" que los 2,8 millones de votantes del país emitan sus votos antes de junio de acuerdo con la hoja de ruta 2020 negociada por la ONU. El 23 de enero, el primer ministro interino Abdulhamid Dbeibah pidió que se estableciera una constitución antes de celebrar las elecciones presidenciales y parlamentarias retrasadas.